# An American Prayer
1978-ban, hat évvel a The Doors feloszlása után Ray Manzarek, Robby Krieger és John Densmore újra összeálltak és az 1967–1970 között rögzített Jim Morrison költeményekből összeállították az An American Prayer című albumot (eredeti címe: An American Prayer: Jim Morrison). Morrison egy 1969 márciusi és 1970 december 8-ai stúdiófelvétele adta az alapot ahol mindkét esetben, - utóbbit a születésnapján, - egyedül mondta fel verseit az Elektra kiadó Los Angeles-i stúdiójában.  Változatos kritikákat kaptak és a nagylemezt máig rendkívüliként tartják számon.

## Számlista
versek, dalszövegek és történetek Jim Morrison, zene a The Doors
1. Awake – 0:36
2. Ghost Song – 2:50
3. Dawn's Highway / Newborn Awakening – 3:48
4. To Come Of Age – 1:02
5. Black Polished Chrome / Latino Chrome – 3:22
6. Angels And Sailors / Stoned Immaculate – 4:20
7. The Movie – 1:36
8. Curses, Invocations – 1:58
9. American Night – 0:29
10. Roadhouse Blues – 6:59
11. Lament – 2:19
12. The Hitchhiker – 2:16
13. An American Prayer – 6:53
14. The End
15. Albinoni: Adagio

1995-ös újrakevert változat
1. Awake – 0:35
2. Ghost Song – 2:50
3. Dawn's Highway – 1:21
4. Newborn Awakening – 2:26
5. To Come of Age – 1:01
6. Black Polished Chrome – 1:07
7. Latino Chrome – 2:14
8. Angels and Sailors – 2:46
9. Stoned Immaculate – 1:33
10. The Movie – 1:35
11. Curses, Invocations – 1:57
12. American Night – 0:28
13. Roadhouse Blues – 5:53
14. The World on Fire – 1:06
15. Lament – 2:18
16. The Hitchhiker – 2:15
17. An American Prayer – 3:04
18. Hour for Magic – 1:17
19. Freedom Exists – 0:20
20. A Feast of Friends – 2:10
21. Babylon Fading – 1:40
22. Bird of Prey – 1:03
23. The Ghost Song [hosszabb verzió] – 5:15

## Tagok
- John Densmore – dob
- Robby Krieger – gitár
- Ray Manzarek – billentyű
- Jim Morrison – ének, próza

Külső tagok
- Reinol Andino – ütősök
- Bob Glaub – basszusgitás, "Albinoni: Adagio"
- Jerry Scheff – bőgő

## Gyártás
- Producer: John Densmore, Robby Krieger, Ray Manzarek, John Haeny, Frank Lisciandro
- Producer asszisztense: Paul Black
- Hangmérnök: Paul Black, Bruce Botnick, Cheech d'Amico, Paul Ferrara, Ron Garrett, John Haeny, Babe Hill, James Ledner, Frank Lisciandro, Rik Pekkonen, Fritz Richmond, dr. Thomas G. Stockham, John Weaver
- Hangmérnök asszisztense: Paul Black
- Rendező: John Densmore, Robby Krieger, Ray Manzarek, Frank Lisciandro
- Keverés: Bernie Grundman
- Újrakeverés: Bruce Botnick, Paul Rothchild
- Szintetizátor programozás: Arthur Barrow ("The Movie")
- Művészeti igazgató: Ron Coro, Johnny Lee, John Van Hamersveld
- Illusztráció: Jim Morrison
- Fotográfus: Joe Bradsky, Paul Ferrara, Art Kane, Edmond Teske

## Listás helyezések
Nagylemez
| Év   | Lista      | Helyezés |
| ---- | ---------- | -------- |
| 1979 | Pop Albums | 54       |